# Te quedaste
"Te quedaste" é uma canção da dupla americana de música pop Ha*Ash. Foi lançado pela Sony Music Latin em 2003 como single. É o terceiro single do seu álbum de estúdio Ha*Ash (2003).   

## Composição e desempenho comercial
Foi lançado como o terceiro single de seu primeiro álbum auto-intitulado Ha*Ash em 2003. "Te quedaste" foi escrito por Áureo Baqueiro e Leonel García, enquanto Áureo Baqueiro produziu a música. A canção atingiu a quarta posição da mais ouvida nas rádios do México. Foi parte da edição especial do primeiro álbum ao vivo das irmãs Primera fila: Hecho Realidad em 2015, desta vez produzido por George Noriega, Tim Mitchell e Pablo De La Loza.

## Vídeo musical
O vídeo oficial foi lançado em 1 de fevereiro de 2004 e enviado para plataformas do YouTube em 25 de outubro de 2009. No início do vídeo, uma garota é mostrada "fornecendo" sua nova casa, enquanto faz uma festa com seus amigos. Conforme o vídeo avança, Hanna e Ashley são vistas cantando, atrás delas no fundo está a garota do começo do vídeo, vivendo seu romance com o namorado, tocando e ao mesmo tempo discutindo. Finalizando o vídeo com a mulher sozinha porque o menino se foi e retornando à imagem inicial, onde ele começou a mobiliar seu quarto.

## Desempenho nas tabelas musicais
| Tabela musical (2003-2004)         | Maior posição |
| ---------------------------------- | ------------- |
| Estados Unidos - (Hot Latin Songs) | 28            |
| Estados Unidos - (Latin Pop Songs) | 17            |
| Estados Unidos - (Latin Airplay)   | 28            |
| México - (Monitor Latino)          | 4             |

## Histórico de lançamento
| Região       | Data                   | Formato | Gravadora        | Ref.  |
| ------------ | ---------------------- | ------- | ---------------- | ----- |
| Mundialmente | 1 de fevereiro de 2004 | Airplay | Sony Music Latin | [ 2 ] |